# Callopistria cordata
Callopistria cordata är en fjärilsart som beskrevs av Ljung. 1825. Callopistria cordata ingår i släktet Callopistria och familjen nattflyn. Inga underarter finns listade i Catalogue of Life.